# ویکتور چانگ
ویکتور پیتر چانگ (۲۱ نوامبر ۱۹۳۶ – ۴ ژوئیهٔ ۱۹۹۱) پزشک چینی-استرالیایی و از پیشگامان جراحی پیوند قلب بود.

## زندگی‌نامه
چانگ در شانگهای به دنیا آمد و در نوجوانی به همراه خانواده‌اش به استرالیا مهاجرت کرد. او در دبیرستان برادران مسیحی لوییشام تحصیل کرد و سپس در دانشگاه سیدنی در رشته پزشکی ثبت نام کرد. چانگ در سال ۱۹۶۰ از دانشگاه فارغ‌التحصیل شد و سپس برای آموزش جراحی به انگلستان رفت.
چانگ پس از بازگشت به استرالیا در سال ۱۹۶۴، به عنوان جراح قلب در بیمارستان سنت وینسنت در سیدنی مشغول به کار شد. او در سال ۱۹۶۷ اولین پیوند قلب در استرالیا را انجام داد. این پیوند موفقیت‌آمیز بود و باعث شهرت چانگ در سراسر جهان شد.
چانگ در سال‌های بعد پیوند قلب را در استرالیا توسعه داد و به یکی از برجسته‌ترین جراحان قلب در جهان تبدیل شد. او بیش از ۴۰۰ پیوند قلب انجام داد و در زنده ماندن بیماران پیوند قلب نقش مهمی ایفا کرد.

## مرگ
چانگ در ۴ ژوئیه ۱۹۹۱ در سن ۵۴ سالگی توسط دو مرد مالزیایی که سعی در اخاذی از او داشتند، کشته شد. این قتل شوک بزرگی برای جامعه پزشکی استرالیا بود.

## افتخارات
چانگ به خاطر خدماتش به پزشکی، جوایز متعددی را دریافت کرد. او در سال ۱۹۷۶ به عنوان عضو انجمن سلطنتی پزشکی انگلستان انتخاب شد و همچنین در سال ۱۹۸۷ به‌عنوان عضو انجمن سلطنتی استرالیا برگزیده شد.
چانگ موفق گردید نشان خدمات استرالیا (OAM) را نیز دریافت کند. این نشان به افراد استرالیایی برای خدمات برجسته‌شان به جامعه اعطا می‌شود.

## یادبود
در سال ۱۹۹۲، بیمارستان سنت وینسنت مرکز پیوند قلب ویکتور چانگ را به نام او تأسیس کرد. این مرکز به آموزش و تحقیق در زمینه پیوند قلب اختصاص دارد.

## میراث
ویکتور چانگ یکی از پیشگامان جراحی پیوند قلب بود. او نقش مهمی در توسعه این روش جراحی در استرالیا و سراسر جهان ایفا کرد. چانگ به خاطر خدماتش به پزشکی، به عنوان یک قهرمان ملی در استرالیا شناخته می‌شود.